# Karpální tunel

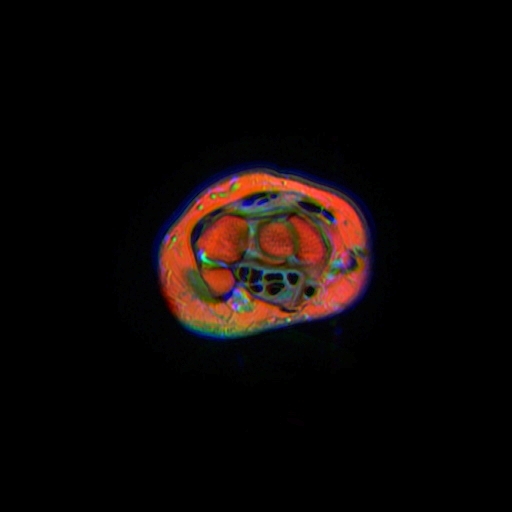

U člověka je karpální tunel (latinsky canalis carpi) topografická anatomická oblast propojující předloktí a zápěstí, kterou prochází nervy, drobné cévy a šlachy ohybačů (flexorů). Ohraničen je ze stran vyvýšeninami zápěstních kostí (eminentita carpi ulnaris et radialis), zadní stěna je tvořena zápěstními kůstkami a ze předu je kryt zápěstním poutkem ohýbačů (retinaculum musculorum flexorum).
Karpální tunel je rozdělen vazivovou přepážkou na dvě části - ulnární oddíl (na malíkové straně) a menší radiální oddíl (na palcové straně).
Obsah ulnárního oddílu:
1. Středový nerv (nervus medianus)
2. Hluboký ohýbač prstů (musculus flexor digitorum profundus) - čtyři šlachy
3. Povrchový ohýbač prstů (musculus flexor digitorum superficialis) - čtyři šlachy
4. Dlouhý ohýbač palce (musculus flexor pollicis longus) - jedna šlacha

Obsah radiálního oddílu:
1. Vřetenní ohýbač zápěstí (musculus flexor carpi radialis) - jedna šlacha[1][2]